# Pol Moya
Pol Moya Betriu (* 9. Dezember 1996 in La Seu d’Urgell, Spanien) ist ein andorranischer Leichtathlet, der sich auf den 800-Meter-Lauf spezialisiert hat.

## Leben
Pol Moya wurde als Sohn zweier aus Katalonien stammender Spanier in Andorra geboren, wohin die Eltern auswanderten. Er wuchs mit zwei jüngeren Brüdern auf und spielte zunächst Rollhockey, bevor er 2014 zu Leichtathletik wechselte. Moya studiert Computertechnik an der Universitat Politècnica de Catalunya in Barcelona, wo er auch lebt und trainiert. Um die Qualifikationsnormen für internationale Meisterschaften zu erfüllen, reichen seine Leistungen in der Regel nicht aus. Weil Andorra ein Zwergstaat ist, steht es dem Fürstentum dennoch zu, über Wildcards Athleten zu Meisterschaften zu entsenden.

## Sportliche Laufbahn
Pol Moya nimmt seit 2014 an Wettkämpfen im 800-Meter-Lauf teil. Damals qualifizierte er sich für die U20-Weltmeisterschaften in den USA, schied allerdings nach dem Vorlauf aus. 2015 steigerte er sich auf 1:52,24 min und trat im Juli bei den U20-Europameisterschaften in Eskilstuna an, bei denen er allerdings ebenfalls nicht über den Vorlauf hinauskam. 2016 trat er im Frühjahr bei den Hallenweltmeisterschaften in Portland an, bei denen er den 14. Platz belegte. Im Juni steigerte er sich auf 1:48,75 und trat einen Monat später bei den Europameisterschaften in Amsterdam an, bei denen er ebenfalls im Vorlauf scheiterte. So erging es ihm auch einen Monat später bei den Olympischen Sommerspielen in Rio Janeiro, bei denen er unmittelbar in die Nähe seiner Bestzeit lief. Während der Abschlusszeremonie war Moya Fahnenträger seines Heimatlandes.
2017 nahm Moya an den Halleneuropameisterschaften in Belgrad teil, ohne das Halbfinale zu erreichen. Bei den U23-Europameisterschaften verpasste er den Einzug in das Halbfinale als Vierter seines Laufes nur knapp. Im August trat er bei den Weltmeisterschaften in London an, bei denen er den letzten Platz in seinem Vorlauf belegte. 2019 trat er im Frühjahr bei den Halleneuropameisterschaften in Glasgow an, bei denen er als Siebter seines Vorlaufs ausschied. Im Juni siegte er bei den nationalen Meisterschaften und steigerte einen Monat später seine Bestleistung auf 1:46,96 min. Ende September schied er mit 1:48,52 min bei den Weltmeisterschaften in Doha nach dem Vorlauf aus. Inzwischen ist Moya über insgesamt vier Distanzen Inhaber des jeweiligen Landesrekords. 2021 nahm er in Tokio zum zweiten Mal an den Olympischen Sommerspielen teil. Im Vorlauf lief er mit 1:47,44 min Saisonbestleistung, womit er dennoch keine Chance auf den Halbfinaleinzug hatte. Während der Eröffnungsfeier war er, gemeinsam mit der Kanutin Mònica Dòria, sowie auch der Schlussfeier der Fahnenträger seiner Nation.
2022 stellte er neue Bestleistungen über 800 und 1500 Meter auf, wobei er seit dem Juni in 3:42,59 min auch über die letztgenannte Distanz den Nationalrekord hält. Im Sommer nahm er in Algerien zum ersten Mal an den Mittelmeerspielen teil und landete im 1500-Meter-Finale auf dem fünften Platz. 2023 startete er bei den Halleneuropameisterschaften in Istanbul. Er trat im dritten von insgesamt drei Vorläufen über 1500 Meter an. Darin lief er in 3:42,23 eine neue Hallenbestzeit, schied allerdings dennoch als Siebter seines Laufs aus.

## Wichtige Wettbewerbe
| Jahr                | Veranstaltung               | Ort                 | Platz               | Disziplin           | Zeit                |
| Startet für Andorra | Startet für Andorra         | Startet für Andorra | Startet für Andorra | Startet für Andorra | Startet für Andorra |
| ------------------- | --------------------------- | ------------------- | ------------------- | ------------------- | ------------------- |
| 2014                | U20-Weltmeisterschaften     | Eugene              | 47.                 | 800 m               | 1:58,44 min         |
| 2015                | U20-Europameisterschaften   | Eskilstuna          | 26.                 | 800 m               | 1:56,04 min         |
| 2016                | Hallenweltmeisterschaften   | Portland            | 14.                 | 800 m               | 1:54,19 min         |
| 2016                | Europameisterschaften       | Amsterdam           | 19.                 | 800 m               | 1:50,03 min         |
| 2016                | Olympische Sommerspiele     | Rio de Janeiro      | 37.                 | 800 m               | 1:48,88 min         |
| 2017                | Halleneuropameisterschaften | Belgrad             | 19.                 | 800 m               | 1:50,88 min         |
| 2017                | U23-Europameisterschaften   | Bydgoszcz           | 11.                 | 800 m               | 1:49,48 min         |
| 2017                | Weltmeisterschaften         | London              | 37.                 | 800 m               | 1:49,06 min         |
| 2019                | Halleneuropameisterschaften | Glasgow             | 33.                 | 800 m               | 1:53,21 min         |
| 2019                | Weltmeisterschaften         | Doha                | 37.                 | 800 m               | 1:48,52 min         |
| 2021                | Halleneuropameisterschaften | Toruń               | 36.                 | 800 m               | 1:51,97 min         |
| 2021                | Olympische Sommerspiele     | Tokio               | 37.                 | 800 m               | 1:47,44 min         |
| 2022                | Mittelmeerspiele            | Oran                | 5.                  | 1500 m              | 3:43,58 min         |
| 2023                | Halleneuropameisterschaften | Istanbul            | 13.                 | 1500 m              | 3:42,23 min         |

## Persönliche Bestleistungen
Freiluft
- 800 m: 1:46,26 min, 16. Juni 2022, Castellón, (andorranischer Rekord)
- 1000 m: 2:23,34 min, 21. Juli 2020, Olot, (andorranischer Rekord)
- 1500 m: 3:42,59 min, 4. Juni 2022, Andújar, (andorranischer Rekord)

Halle
- 800 m: 1:48,86 min, 7. Februar 2017, Sabadell, (andorranischer Rekord)
- 1500 m: 3:42,23 min, 2. März 2023, Istanbul, (andorranischer Rekord)